# 日本無産党
日本無産党（にほんむさんとう）は、1937年（昭和12年）に存在した労農派系の左翼社会主義政党。日本最後の無産政党である。しばしば日無党（にちむとう）と略される。

## 解説
1934年（昭和9年）に、元労働者農民党党員で労働運動家の加藤勘十が日本労働組合全国評議会（全評）を結成した事が端緒である。翌1935年(昭和10年)、大阪で起こった全労総同盟合同運動を契機として、全評と日本労働組合総同盟の全合同を企てたが失敗に終わり、全評・総同盟の単独合同となった。それでも、労働者や農民を中心とした反ファッショ統一戦線運動は止む事は無かった。
1936年(昭和11年)1月、全評・東京交通労働組合（東交）・東京市従業員組合（東京市従）・東京自動車労組（自労）・関東消費組合連合会（関消連）・全国農民組合（全農）等8つの政治団体によって、労農無産協議会が結成された。翌2月に実施された第19回衆議院議員総選挙では、全評の議長だった加藤が旧東京5区から立候補し全国最高得点で当選。しかし5月に同会を政治結社とする問題が起こり、社会大衆党との対立の末に協議会の中からも全農等脱退する政治団体が出始めたため、8月には、協議会を個人加盟の政治結社とせざるを得なくなった。
こうした逆境の中で、社会大衆党に対抗すべく、加藤や鈴木茂三郎らが中心となり、1937年2月21日に反ファッシュ戦線拡大強化、林内閣打倒をスローガンに掲げた労農無産協議会全国大会を開催。協議会を政党組織化し、党名を日本無産党にすることと決定。委員長に加藤、書記長に鈴木、東京府連会長に高津正道が就いた。大会が開かれた芝協調会館には警戒態勢が引かれ、会議中にも2人が検束されるなど、その後の厳しい弾圧が予見できるものとなった。
同年の4月30日に行われた第20回衆議院議員総選挙では、日本無産党から加藤〔旧東京5区〕が当選（加藤、鈴木〔旧東京6区〕、三浦愛二〔旧福岡2区〕が出馬した。）「ファッショの撲滅」や「無産政治戦線の統一」をスローガンに、日中戦争が勃発すると、友誼団体を集めて物価対策委員会を開催。1937年8月には、「時局に関する指令（第一号）出征兵士家族救援について」という反戦運動の発言をするなど活動を行った。支部数は44、党員数は7,046名（うち八幡支部3,050名）いたと言われている
だが1937年12月15日、人民戦線事件が発生。多くの労農派系の人物が逮捕・投獄された中で、とりわけ日本無産党内では加藤・鈴木・高津らの幹部を始め、265名もの党員が検挙された。系列組合の日本労働組合全国評議会（174名）も含めると、この事件で検挙された者484名のうち実に95％に当たる459名もの日本無産党関係者が処罰された事になる。事件から1週間後の1937年12月22日、治安警察法により、日本無産党と日本労働組合全国評議会に結社禁止処分が下され、結党から僅か9ヶ月で解散を余儀なくされた。ここに明治の車会党から55年余り続いた無産政党の歴史は幕を閉じた。
この党に結集した人々は旧日無系と称され、戦後の日本社会党の左派の源流につながるとされている。